# Juan Carlos Toja
Juan Carlos Toja (Bogotá, Colombia; 24 de mayo de 1985) es un exfutbolista colombiano. Jugaba como mediocampista y se retiró en New England Revolution de Estados Unidos.

## Legado Deportivo
Su abuelo por parte materna fue Víctor Darío Vega, colombiano, quien jugó en Millonarios y Santa Fe. En ambos clubes se consagró campeón.
Su abuelo por parte paterna fue Juan Carlos Toja Pintos, uruguayo de ascendencia española, quien jugó en el Peñarol, Progreso y Bella Vista de Uruguay, donde anotó 45 goles y para el Independiente Medellín.

## Trayectoria

### Santa Fe
En 2005 debutó en Santa Fe de la Categoría Primera A colombiana, equipo del cual es hincha y con el que fue subcampeón del Torneo Apertura 2005, y participó en la Copa Libertadores 2006.

### River Plate
En 2006 fue transferido al River Plate en el que jugó tres partidos y anotó un gol. No tuvo continuidad en River Plate y se devolvió a Colombia para jugar otra vez con Santa Fe

### Dallas

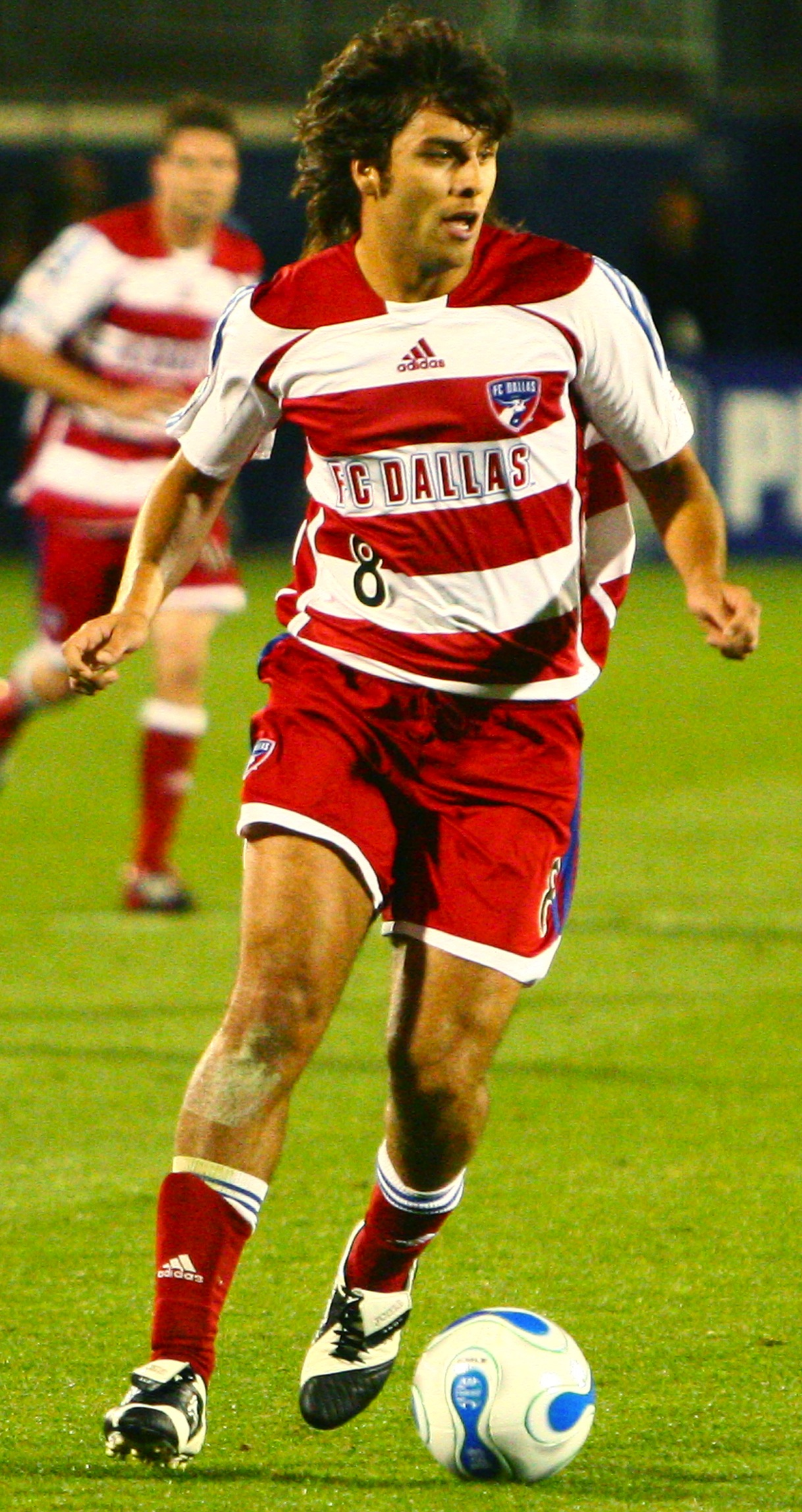
Toja en el Dallas.

Posteriormente fue transferido a la Major League Soccer estadounidense, donde jugó para el Dallas por dos años.

### Steaua Bucarest
Después llegaría al fútbol europeo, concretamente al Steaua Bucarest donde jugó en la Liga de Campeones de la UEFA.

### Aris Salónica y New England Revolution
En 2010 llega al fútbol de Grecia para jugar con el Aris Salónica, allí estuvo dos temporadas. Al final de su carrera estuvo en el New England Revolution de Estados Unidos donde jugó un año y por múltiples lesiones dejó el fútbol profesional en 2013.

## Selección nacional
Se coronó campeón con la Selección de fútbol de Colombia Sub-20 del Campeonato Sudamericano Sub-20 de 2005 e hizo parte de la nómina en la Copa Mundial de Fútbol Juvenil de 2005. En la selección de mayores jugó en las eliminatorias rumbo a Sudáfrica 2010 bajo el mando de Eduardo Lara.

### Participaciones enSudamericano Sub-20
| Sudamericano Sub-20         | Sede     | Resultado |
| --------------------------- | -------- | --------- |
| Sudamericano Sub-20 de 2005 | Colombia | Campeón   |

### Participaciones enCopas del Mundo
| Mundial                     | Sede         | Resultado        | PJ | GA | Asis |
| --------------------------- | ------------ | ---------------- | -- | -- | ---- |
| Copa Mundial Sub-20 de 2005 | Países Bajos | Octavos de final | 3  | 0  | 0    |

### Participaciones enEliminatorias al Mundial
| Eliminatoria                            | Sede del Mundial | Posición      | Resultado | PJ | GA | Asis |
| --------------------------------------- | ---------------- | ------------- | --------- | -- | -- | ---- |
| Eliminatorias Mundial de Sudáfrica 2010 | Sudáfrica        | 7°lugar 23pts | Eliminado | 1  | 0  | 0    |

## Clubes
| Club                   | País           | Año         |
| ---------------------- | -------------- | ----------- |
| Santa Fe               | Colombia       | 2003 - 2005 |
| River Plate            | Argentina      | 2006        |
| Santa Fe               | Colombia       | 2006        |
| Dallas                 | Estados Unidos | 2007 - 2008 |
| Steaua Bucarest        | Rumania        | 2008 - 2010 |
| Aris Salónica          | Grecia         | 2010 - 2012 |
| New England Revolution | Estados Unidos | 2012 - 2013 |

## Palmarés

### Copas internacionales
| Título              | Equipo             | País     | Año  |
| ------------------- | ------------------ | -------- | ---- |
| Sudamericano Sub-20 | Selección Colombia | Colombia | 2005 |